# Rybník (ort i Tjeckien, Pardubice)
Rybník är en ort i Tjeckien.   Den ligger i regionen Pardubice, i den östra delen av landet, 150 km öster om huvudstaden Prag. Rybník ligger 391 meter över havet och antalet invånare är 758.
Terrängen runt Rybník är kuperad åt nordost, men åt sydväst är den platt. Rybník ligger nere i en dal. Runt Rybník är det ganska glesbefolkat, med 38 invånare per kvadratkilometer. Närmaste större samhälle är Česká Třebová, 2,8 km nordväst om Rybník. I omgivningarna runt Rybník växer i huvudsak blandskog.